# Американски институт за графични изкуства
Американският институт за графични изкуства (на английски: American Institute of Graphic Arts, AIGA) е американска професионална организация за дизайн.
Основана през 1914 г., днес организацията има повече от 22 000 членове. Дейността ѝ се състои в провеждане на конкурси за дизайн.

## Проект „Символен знак“
AIGA, в сътрудничество с американското министерство на транспорта, разработва 50 стандартни символа, които да бъдат използвани върху знаци „в летищата и другите транспортни центрове и при големи международни събития“. Първите 34 символа са публикувани през 1974 г., а останалите 16 дизайна са добавени през 1979 г.